# Эсмеха, Педро Коури
Педро Коури Эсмеха (исп. Pedro Kourí Esmeja; 21 августа 1900, Порт-о-Пренс, Гаити — 16 октября 1964, Гавана, Куба) — кубинский врач-паразитолог, преподаватель и деятель медицины ливанского происхождения. Внёс большой вклад в изучение тропической медицины, протозоологии и методов лечения балантидиаза и трихомониаза.
Биография
Родился на Гаити, куда его родители, арабы-христиане, бежали из Ливана после очередного погрома, устроенного властями Османской империи. Год спустя они переехали на Кубу (находившуюся тогда под американской оккупацией после Испано-американской войны), где поселились в Сантьяго-де-Куба; поскольку Эсмеха родился на Кубе, он при рождении получил кубинское гражданство. В этом городе он провёл свои детство и юность и получил среднее образование. Позже переехал в Гавану, где изучал медицину в Гаванском университете, закончив его с отличием в 1925 году, сразу же получив место преподавателя на кафедре тропической медицины и паразитологии и начав как преподавать, так и вести исследования в клинической лаборатории. В 1933 году стал полным профессором. В 1935 году основал выходивший два раза в месяц научный журнал по паразитологии Revista de Parasitología Clínica y Laboratorio, бывший одним из первых подобных изданий в мире. В декабре 1937 года его усилиями при Гаванском университете был создан Институт тропической медицины. В 1939 году им был открыт и описан новый вид нематод Inermicapsifer Cubensis, паразитирующих на человеке. В 1940 году основал ещё один научный журнал — Advance Medical Journal, посвящённый фармакологии; в 1945 году это издание было объединено с основанным в 1935 году журналом и под названием Revista KUBA de Medicina Tropical y Parasitología выходило до 1960 года и затем было возобновлено в 1966 году. В 1940 году был награждён Орденом национальных заслуг. В 1953 году получил назначение деканом медицинского факультета Гаванского университета. За свою жизнь опубликовал более 180 научных работ. Одной из главных является многотомный труд Lecciones de Parasitología y Medicina Tropical: Protozoología Médica.